# 雙目遠環蚓
雙目遠環蚓（学名：Amynthas binoculatus）为巨蚓科遠環蚓屬下的一个种。